# Демієлінізуючі захворювання
Демієлінізу́ючі захворювання — хвороби нервової системи, при яких пошкоджується мієлінова оболонка нейронів. Це пошкодження погіршує провідність сигналів в уражених нервах. У свою чергу, зниження провідності здатність викликає зниження чутливості, рухової активності, сприйняття тощо — залежно від рівня й локалізації ураження.
Деякі демієлінізуючі захворювання генетично зумовлені, деякі з них спричинюються інфекційними агентами, аутоімунними реакціями, чи взагалі невідомими факторами. Окремо слід сказати про хімічні агенти — промислові, побутові й навіть лікарські. Відомо, що органічні фосфіти, клас хімічних речовин, активних інгредієнтів комерційних інсектицидів, гербіцидів, препаратів проти бліх для домашніх тварин тощо, також демієлінізують нерви. Навіть деякі психотропні препарати, наприклад, нейролептики також можуть призвести до демієлінізації.
Демієлінізуючі захворювання традиційно класифікують на два види: мієлінопатії й мієлінокластії. У першій групі нормальний і здоровий мієлін руйнується токсичними, хімічними або аутоімунними речовинами. До другої групи входять захворювання, в основі котрих лежить ненормальна структура й дегенерація мієліну. Захворювання другої групи були названі дисмієліновими захворюванями згідно з «критеріями Позера»  (діагностичними критеріями розсіяного склерозу) 
У випадку найвідомішого прикладу, розсіяного склерозу, є достовірні свідчення, що власна імунна система тіла, щонайменше, частково відповідальна й задіяна в патологічному процесі. Представники системи набутого імунітету, так звані Т-клітини, як відомо, присутні на місці ушкоджень. Інші клітини імунної системи, так звані макрофаги (і, можливо, мастоцити також) теж сприяють пошкодженню.
Відомо також, що дефіцит Вітаміну B12 дефіцит може призвести до демієлінізації.

## Типи
Демієлінізуючі захворювання можуть бути розділені на тих, які впливають на центральну нервову систему (ЦНС) і периферичну нервову систему, представляючи різні варіанти демієлінізації. Вони також можуть бути розділені й за іншими критеріями на запальні  й незапальні (по наявності або відсутності запалення), і, нарешті, розділення також може бути зроблено в залежності від основної причини демієлінізації на мієлінопатії й мієлінокластії (пошкодження мієліну речовинами ззовні й мієлінові дегенерації без зовнішніх причин)

### Демієлінізуючі захворювання ЦНС
До демієлінізуючих захворювань центральної нервової системи належать:
- Мієлінокластичні хвороби, при яких мієлін атакується зовнішніми речовинами
  - стандартний розсіяний склероз, оптикомієліт (хвороба Девіка) та інші порушення з участю імунної системи називають запальними демієлінізуючими захворюваннями.
- Лейкодистрофії (мієлінопатії) — хвороби, при яких продукується «неправильний» мієлін:
  - ЦНС- Нейропатії, які спричинює дефіцит вітаміну В12
  - Центральний понтінний мієлоліз
  - Мієлопатії, подібні до спинної сухотки (сифілітичної мієлопатії)
  - Лейкоенцефалопатії, наприклад, прогресуюча мультифокальна лейкоенцефалопатія
  - Лейкодистрофія

### Демієлінізуючі захворювання периферичної нервової системи
Демієлінізуючі захворювання периферичної нервової системи:
- - Синдром Гієна — Барре 
  - Анти-MAG периферичні нейропатії
  - Хвороба Шарко–Марі–Тута 
  - Дефіцит міді й відповідні стани, що ним зумовлені: периферична нейропатія, мієлопатія, і рідко нейрооптикопатія.
  - Прогресивні запальні нейропатії

## Еволюційні теорії патогенезу
Роль тривалої кортикальної мієлінізації в еволюції людини було визнано фактором, що сприяє деяким демієлінізуючим захворюванням. На відміну від приматів, люди володіють унікальним зразком постпубертатної мієлінізації, який може сприяти розвитку психічних розладів і нейродегенеративних захворювань, присутніх у ранньому зрілому віці та поза його межами. Тривалий період мієлінізації кори головного мозку людини може забезпечити більшу можливість для порушень мієлінізації, в результаті чого починаються демієлінізуючі захворювання. Крім того, було відмічено, що люди мають значно більший обсяг префронтальної білої речовини, ніж у приматів, що має велику щільність мієліну. Збільшення щільності мієліну в організмі людини в результаті тривалої мієлінізації може спричинити структурний ризик для мієлінової дегенерації і дисфункції. Еволюційні міркування про  роль тривалої кортикальної мієлінізації, як фактору ризику демієлінізуючих захворювань особливо важливі, враховуючи, що гіпотези, які ставлять на перше місце генетику й аутоімунний чинник, не в змозі пояснити багато випадків демієлінізуючих захворювань. Як вже зазначалося, такі захворювання, як розсіяний склероз не можуть бути зумовлені лише аутоімунним чинником, але сильно чутливі до вад розвитку в патогенезі захворювання. Таким чином, роль специфічного для людини тривалого періоду кіркової мієлінізації є важливим еволюційним фактором у патогенезі демієлінізуючих захворювань.

## Епідеміологічні особливості
Частота демієлінізуючих захворювань відрізнятися в залежності від розладу. Деякі умови, такі як третинний сифіліс із ураженням нервової системи, нейросифіліс) з'являються переважно у чоловіків, і починається в середині життя. Неврит зорового нерва з іншого боку, виникає переважно у жінок, зазвичай у віці від 30 до 35 років. Інші стани, такі як розсіяний склероз, розрізняються за поширеністю в залежності від країни й населення, й можуть з'явитися як у дітей, так і дорослих.

## Клінічні прояви
Симптоми і ознаки, які присутні при демієлінізуючих захворюваннях різні для кожного стану. Але загальними є:
- Затуманення й двоїння в очах
- Неврологічні «вогнищеві» симптоми
- Атаксія
- Клонус
- Дизартрія
- Втома, слабкість
- Незграбність рухів
- Дискоординація (порушення координації рухів)
- Монопарез чи моноплегія верхніх кінцівок
- Геміпарез
- Спастичний парапарез
- Генітальна анестезія
- Парестезії
- Параліч погляду
- Порушення зору
- Втрата чутливості
- Нетримання сечі
- Проблеми зі слухом
- Проблеми з мовленням

## Діагностика
Для діагностики демієлінізуючих захворювань використовуються різноманітні діагностичні методики й підходи:
- Виключення інших захворювань, які мають подібні симптоми (діференціальний  діагноз)[11]
- Магнітно-резонансна томографія (МРТ) — метод медичної візуалізації, застосовуваний в рентгенології для візуалізації внутрішніх структур тіла в деталях. МРТ використовує властивості ядерного магнітного резонансу (ЯМР) для зображення ядер атомів усередині тіла. Цей метод є надійним, тому що МРТ оцінює зміни в протонній щільності. Зміни зображення можуть виникати в результаті змін у водомістких структурах мозку.[11]:113
- Викликаний потенціал — це електричний потенціал, записаний з боку нервової системи після подання стимулу, як виявлено з допомогою електроенцефалографії (ЕЕГ), електроміографії (ЕМГ), або інших електрофізіологічних записуючих методів.[11]:117
- Аналіз спинномозкової рідини (СМР) може бути надзвичайно корисним для діагностики інфекції центральної нервової системи. Посів та мікроскопічне дослідження СМР може виявити мікроорганізм, який викликав інфекцію.[11]
- Протонна магнітно-резонансна спектроскопія (МРС) є неінвазивним методом аналізу, який введений для вивчення метаболічних змін у пухлинах головного мозку, при інсультах, епілепсії, хворобі Альцгеймера, депресії та інших захворюваннях головного мозку, а також для вивчення метаболізму інших органів, таких як м'язи.[11]:309

Діагностичні критерії враховують певні поєднання ознак, симптомів і результатів тестів, які лікар використовує при визначенні діагнозу.:320

## Лікування
Лікування звичайно включає в себе поліпшення якості життя пацієнта. Це досягається за рахунок дії на патогенетичні ланки, що призводить до уповільнення темпів демієлінізації. Лікування може включати медикаментозний вплив, зміни способу життя (наприклад, кинути палити, коригування розпорядку дня для збільшення періодів відпочинку, зміни раціону харчування), релаксацію, фізичні вправи, навчання пацієнтів і, в деяких випадках, глибинної таламичної стимуляції (у випадку значного тремору).:227–248 Також, в залежності від фази й перебігу захворювання, застосовується лікування, яке впливає на імунні процеси.

## Прогноз
Прогноз залежить від самого захворювання. Так при розсіяному склерозі прогноз залежить від підтипу захворювання й особливостей хворого: вік, стать, початкові симптоми і ступінь втрати працездатності . Очікувана тривалість життя у пацієнтів з розсіяним склерозом (за даними журналу Lancet), на 5-10 років менше, ніж у здорових людей.

## Наукові дослідження
Дослідження ведуться в різних специфічних областях. Основна увага даного дослідження спрямоване на отримання більш детальна інформація про демієлінізуючі розлади, що впливають на центральну нервову систему і периферичну нервову систему, , як вони розвиваються і яким чином ці порушення впливають різні зовнішні впливи. Велика частина досліджень спрямована на вивчення механізмів, розвитку хвороб та порушень функцій для розробки методів лікування.

### Ідеї
Наразі вважається, що N-кадгерин відіграє важливу роль у процесі мієлінізації. Експерименти показали, що N-кадгерин відіграє важливу роль у створенні ремієлінізаційно-сприятливих умов, що було показано на тваринних моделях.

### Вплив соматичних факторів
Експерименти показали, що керування рівнем тиреоїдних гормонів може розглядатися як стратегія покращення ремієлінізації та запобігання незворотнім пошкодженням у пацієнтів з розсіяним склерозом.  Агоністи N-кадгерина були визначені й досліджені як стимулятори зросту й міграції клітин, розвитку аксонів та ремієлінізації після травми або хвороби. Було показано, що інтраназальні введення АТФ (трансферинів) може захистити мієлін і стимулювати ремієлінізацію.

## Демієлінізуючі захворювання у тварин
Демієлінізуючі захворювання/порушення були діагностовані у мишей, свиней, великої рогатої худоби, хом'яків, пацюків, овець, сіамських кошенят, ряду порід собак (у тому числі чау-чау, спанієля, далматина, золотистого ретривера, сенбернара, угорської вижли, веймаранера, австралійського шовковистого тер'єра, і змішаних порід).
Не лише у тварин суходолу, а й у морських тварин діагностований даний тип захворювання. Найвідоміший з випадків — Зіггі Зірка, самка північного морського котика, яка лікувалася в морському Центрі ссавців починаючи з березня 2014 р. Це був перший зафіксований випадок такого захворювання морських ссавців. Пізніше вона була перевезена в Mystic Aquarium & Institute for Exploration [Архівовано 27 серпня 2021 у Wayback Machine.] (Містичний акваріум та Дослідний Інститут) на довічний догляд.